# Białokrowiak trójbarwny
Białokrowiak trójbarwny (Leucopaxillus compactus (P. Karst.) Neuhoff) – gatunek grzybów należący do rzędu pieczarkowców (Agaricales).

## Systematyka i nazewnictwo
Pozycja w klasyfikacji według Index Fungorum: Leucopaxillus, Tricholomataceae, Agaricales, Agaricomycetidae, Agaricomycetes, Agaricomycotina, Basidiomycota, Fungi.
Po raz pierwszy zdiagnozował go Petter Karsten w 1879 r. nadając mu nazwę Tricholoma compactum. Obecną, uznaną przez Index Fungorum nazwę nadał mu Walther Neuhoff w 1958 r.
Synonimy:
- Agaricus compactus Fr. 1861
- Gyrophila compacta (P. Karst.) Quél. 1886
- Tricholoma compactum P. Karst. 1879

Nazwę polską zaproponował Władysław Wojewoda w 2003 r.

## Morfologia
Kapelusz
Średnica 7–30 cm, kształt początkowo wypukły, potem spłaszczony, w końcu nieco zagłębiony. Brzeg młodych owocników silnie podwinięty, nieznacznie bruzdkowano-karbowany. Powierzchnia niehigrofaniczna, gładka lub nieco filcowata, o barwie od bladokremowożółtawej do żółtawej, później ochrowawopomarańczowobrązowa lub różowawobeżowa, niekiedy brązowiejąca po dotknięciu.
Blaszki
Początkowo bladożółte do cytrynowożółtych, później żółtawobeżowe do bladoochrowych, gęste, czasami rozwidlone przy brzegu kapelusza, przy trzonie zatokowato zaokrąglone i często nieznacznie zbiegające ząbkiem. Ostrza nieregularne.
Trzon
Maczugowaty o wysokości do 8 cm i średnicy 2–6 cm, wewnątrz pusty. Powierzchnia żółtawa, przy podstawie brudnożółtawobeżowa lub szaropomarańczowa, gładka, matowa.
Miąższ
Zwarty, o barwie od białej do żółtawej. Smak mdły, zapach słaby, raczej nieprzyjemny. W stanie wysuszonym (eksykat) całe owocniki zmieniają barwę na winnopurpurową.

## Występowanie i siedlisko
Znane jest występowanie białokrowiaka trójbarwnego tylko w niektórych krajach Europy. W Polsce do 2003 r. podane były tylko dwa stanowiska (Bory Tucholskie 1997 i Góry Świętokrzyskie 2002). Według W. Wojewody jego rozprzestrzenienie w Polsce i stopień zagrożenia nie są znane. W 2020 r. znany już na 5 stanowiskach. Podlegał ochronie częściowej w latach 1995–2004. Od roku 2014 ponownie został objęty ochroną częściową, bez możliwości zastosowania wyłączeń spod ochrony uzasadnionych względami gospodarki rolnej, leśnej lub rybackiej.
W Polsce notowany był w lasach i zaroślach z grabem, leszczyną, dziką porzeczką i lipą.